# Cabézon à tête rouge
Eubucco bourcierii
Espèce
Statut de conservation UICN

 LC  : Préoccupation mineure

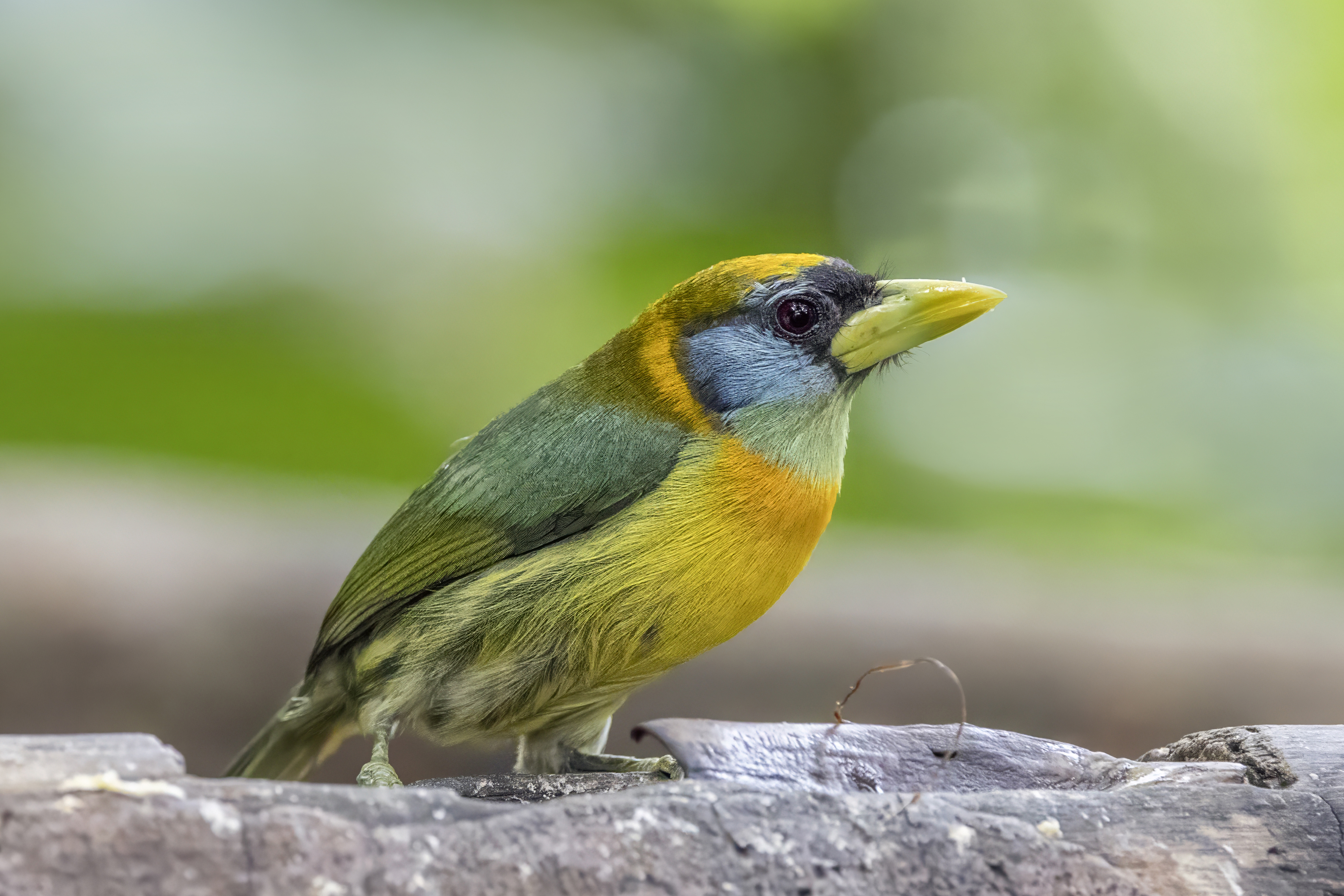
Eubucco bourcierii occidentalis femelle, des Eubucco bourcierii, donc des cabézon à tête rouge, en Colombie. Aout 2023.

Le Cabézon à tête rouge (Eubucco bourcierii)  est une espèce d'oiseaux appartenant à la famille des Capitonidae, dont l'aire de répartition s'étend du Costa Rica et au Panamá jusqu'à la Colombie, au Pérou, à l'Équateur et au Venezuela.